# Wind (gruppo musicale tedesco)
Wind è un gruppo musicale tedesco.

## Storia
Il gruppo fu fondato nel 1985 dalla compositrice Hanne Haller. Gli altri membri della band erano Alexander "Ala" Heiler, Christine von Kutschenbach, Rainer Höglmaier, Willie Jakob, Sami Kalifa e Petra Scheeser.
I Wind hanno partecipato all'Eurovision Song Contest tre volte. La prima volta fu appena dopo la loro formazione nel 1985 con la canzone Für alle che si classificò seconda, dopo le norvegesi Bobbysocks. Nel 1987 i Wind tornarono alla manifestazione classificandosi di nuovo secondi con Laß die Sonne in dein Herz dopo Johnny Logan che rappresentava l'Irlanda. Tornarono poi all'Eurofestival per la terza volta nel 1992 a Malmö in Svezia, con la canzone Träume sind für alle da che finì al sedicesimo posto della classifica.
Il gruppo è ancora attivo e molto famoso in Germania, dal 1997 ad oggi ha al suo attivo ben 15 successi.

## Discografia

### Album
- Für alle (1985)
- Stürmische Zeiten (1985)
- Jeder hat ein Recht auf Liebe (1987)
- Laß die Sonne in dein Herz (1987)
- Let the Sun Shine in Your Heart (1987)
- Alles klar (1989)
- Frischer Wind (1998)
- Hitze (1990)
- Total verliebt (1994)
- Mit Herz und Seele (1995)
- Die ganze Nacht an dich gedacht (2000)
- Sonnenklar (2001)
- Kein Weg zu weit (2002)
- Nur mit dir und sofort (2002)
- Mach mich an (2004)
- Sonne auf der Haut (2004)
- Wunderbar (2004)

### DVD
- Sonnenklar (2001)